# Mariemma
Guillermina Teodosia Martínez Cabrejas (Íscar, Valladolid; 10 de enero de 1917-Madrid, 10 de junio de 2008), más conocida como Mariemma, fue una bailarina y coreógrafa española.
Estudió flamenco con el guitarrista Amalio Cuenca y después con El Estampío. De niña vivió en París, donde se inició en el Teatro del Châtelet, en cuya escuela ingresó a los nueve años, y donde permaneció tres. Seguidamente formó pareja con su hermana María Asunción, realizando giras internacionales e interpretando bailes españoles, aprendidos de Francisco Miralles Arnau. Siendo aún casi una niña, vio bailar y conoció a Antonia Mercé, la Argentina, la impresión que le causó influyó en su forma de bailar.
La interpretación de jotas y sevillanas que le enseñó su madre, fue el primer asomo de aptitud para la danza que se advirtió en ella. Esto hizo que sus padres, domiciliados a la sazón de París, la inscribieran en la Escuela de Danza del Teatro Châtelet. Tenía nueve años y no tardó mucho tiempo en subir al escenario donde un año después fue elevada a estrella.
Mariemma también hizo coreografías para el Ballet Nacional de España.

## Biografía

### Inicios
Su familia procedía de Íscar, Valladolid, lugar de nacimiento de Mariemma, y el ambiente que se respiraba en el seno de la familia Martínez, de marcado y entusiasta españolismo, influyó en su interés por la danza española. Con sólo dos años de edad, emigró con su familia a París. A los nueve años le empezó a gustar el baile e ingresó en la escuela de ballet de Teatro del Châtelet, donde tuvo como maestros a Amalio Cuenca y Francisco Miralles Arnau. Del maestro español Francisco Miralles Arnau, recibió una enseñanza completa de Escuela Bolera. En poco tiempo llegó a ser primera figura infantil de ese ballet y debutó internacionalmente, junto con su hermana María Asunción, en una gira por Francia y Suiza. En estos tempranos momentos empezó a ser conocida como Emma. En 1936 compuso su primera coreografía, para El amor brujo, de Manuel de Falla.

### Regreso a España
En 1940 la familia regresó a España y Mariemma se dedicó a estudiar las danzas folclóricas en las propias fuentes. En marzo, Mariemma debutó en el Teatro Español de Madrid. Los críticos escribieron con entusiasmo sobre la recién llegada y la compararon con "La Argentina", que había muerto unos años antes. Después de la guerra civil española, la mayoría de las figuras destacadas del flamenco buscaron ganarse la vida en Estados Unidos. En ese desolador período de posguerra, Mariemma dominó la escena española.
Después de la Segunda Guerra Mundial, también se fue de gira. De 1947 a 1950 viajó por Europa, Latinoamérica, Estados Unidos y Canadá. En 1948  recreó la coreografía de El amor brujo en la Ópera Cómica de París. En 1950 le fue concedido el Premio Nacional de Danza; y en 1951 se le otorgó la Medalla de Oro del Círculo de Bellas Artes de Madrid.
En 1952 bailó en el papel protagonista femenino de la esposa del molinero en El sombrero de tres picos, de Manuel de Falla. La producción en el Teatro de La Scala de Milán fue originalmente un proyecto conjunto de Rosario y Antonio con Léonide Massine. Antonio, sin embargo, se había peleado con su compañera Rosario, por lo que Mariemma intervino como primera bailarina y compañera de Antonio. La actuación fue un gran éxito de público. Massine luego amplió la producción con una coreografía de Capricho español, de Rimsky-Korsakow. 
En 1953 bailó el mismo programa con coreografía de Massine, en el Primer Festival Internacional de Santander y en el Teatro de la Opera de Roma, en el que formó pareja con Massine.
En 1954 comenzó a enseñar danza española en el Teatro alla Scala. Por invitación del teatro, también creó algunas coreografías para su compañía de ballet. Se le concedió el Premio Nacional de Coreografía, en 1955, tras sus intervenciones en los Festivales de España.

### Mariemma Ballet de España
En 1955 fundó su propia compañía de ballet: el MARIEMMA-Ballet de España, y con ella dio varias giras internacionales, actuando en los principales países de Europa y de América del Norte y del Sur.
En 1958 fue la estrella invitada del Ballet Marqués de Cuevas. Creó su propia escuela de baile en 1960, y en 1961 presentó en televisión todas las formas de baile español.
Sin embargo, la faceta quizá más destacable y recordada de Mariemma es su trabajo como profesora de danza. Impartió sus primeras lecciones en 1960. Una de sus alumnas es la docente y concertista de castañuelas Margarita Guerra Peinado.
Recibió en 1963 el nombramiento de Miembro de Honor del Consejo Superior del Teatro, y en 1964 fue galardonada con el primer premio absoluto del I Certamen de la Danza Española, celebrado en Sevilla.
En 1969 fue designada para dirigir la enseñanza de Danza Española en la Real Escuela Superior de Arte Dramático y Danza de Madrid. Allí aportó pedagógicamente la regularización del sistema de enseñanza de la danza española en cuatro categorías: Escuela bolera, folclore, flamenco, y danza estilizada. 
En 1970 protagonizó un programa en TVE, Encuentros con la música, exponiendo estas teorías suyas sobre la danza española; siendo sus coloquios y conferencias internacionales frecuentes.
En los años 1980 fundó su propia academia de baile en Madrid y Valladolid.
Alternó su actividad docente con recitales y giras y, en 1981 fue nombrada directora, recibiendo este mismo año la Medalla de Oro a las Bellas Artes de manos del entonces rey de España, Juan Carlos I de Borbón. En 1981 actuó con su ballet en el Centro Kennedy de Washington. Creó en 1985 un centro coreográfico con su nombre.
Recogió todos sus conocimientos en un tratado de danza española editado en 1997 en Madrid: Mariemma, mis caminos a través de la danza, con ilustraciones de Lilian Lees.
Falleció el 10 de junio de 2008, a los 91 años de edad, en una residencia geriátrica de Madrid, tras permanecer tres años en coma por un derrame cerebral.
Fue enterrada en el Cementerio de la Almudena el 11 de junio de 2008.

## Obras coreográficas
Respecto a su obra coreográfica se pueden destacar algunos de sus montajes para el Ballet Nacional de España:
- 1979: Diez melodías vascas,
- 1979: Fandango,
- 1984: Danza y tronío.[3]

## Homenajes
Fueron numerosos los premios y distinciones españolas y extranjeras que recibió, así como los homenajes. Entre estos, los más estimados por Mariemma fueron los de Íscar, que dio su nombre a una calle, y Valladolid, donde también hay desde 1967 la Calle de Mariemma paralela a la Calle de Vicente Escudero. Fue miembro de honor del Conseil International de la Danse y presidenta del Comité Español. Y entre las condecoraciones, la Medalla de Oro al Mérito en las Bellas Artes, recibida a manos de S.M. El Rey de España. 

### Premios, distinciones y menciones internacionales
- 1950: Premio Nacional de Danza. España
- 1951: Medalla de Oro del Círculo de Bellas Artes de Madrid. España
- 1955: Premio Nacional de Coreografía. España
- 1963: Miembro de Honor del Consejo Superior de Teatro. España
- 1964: Premio en el I Certamen de la Danza Española. España
- 1981: Medalla de Oro al mérito en las Bellas Artes. España[6]
- 1996: Título de Chevalier de L’Ordre des Arts et des Lettres, concedido por el Ministerio de Cultura de Francia

### Obra sobre Mariemma
En 2010 el también iscariense Daniel G. Cabrero debutó en la dirección de largometrajes con el documental biográfico Mis caminos a través de la danza, sobre la prolífica vida de Mariemma. La cinta contiene filmaciones inéditas de coreografías de Mariemma y de su compañía durante los distintos viajes por el mundo. Intervienen en ella, compartiendo sus vivencias con Mariemma, artistas como Enrique Morente, Aída Gómez, Elio Berhanyer, Lola Greco, Antonio Canales, Elvira Andrés, Goyo Montero, Mari Carmen Luzuriaga, Roger Salas, Tomasa Benito, Cristina Marinero y Carlota Mercé. Las imágenes están acompañadas de una banda sonora de compositores clásicos españoles: Manuel de Falla, Enrique Granados, Joaquín Turina, Enrique Luzuriaga y Quinito Valverde. Este documental se estrenó en la Semana Internacional de Cine de Valladolid el 30 de octubre de 2010.

### Legado histórico de Mariemma
La bailarina y coreógrafa donó su legado artístico a la Villa de Íscar el 13 de noviembre de 2002 con el fin de crear el primer museo dedicado a la danza española, nacional e internacionalmente. El Museo Mariemma fue inaugurado en 2007 y nació con una clara vocación cultural, pedagógica e investigadora, fruto del compromiso del Ayuntamiento de Íscar con la artista. En el museo se recoge una colección de 150 trajes utilizados en sus representaciones, además de carteles, figurines, objetos personales, castañuelas, premios, etc.
En 2017, para la celebración del centenario del nacimiento de la artista, el museo abrió una exposición donde mostró el recorrido artístico de la bailarina a través de sus vestidos. Estuvieron en exhibición el vestido de la obra Los panaderos, traje muy antiguo usado para la escuela bolera; el traje usado para la obra La Montañesa, bata de cola blanca de batista para La Soleá y el vestido de las Danzas Cervantinas. También se exhibieron fotografías en donde porta los mismos vestidos de la muestra.